# Edoardo Bennato
Edoardo Bennato, né le 23 juillet 1946 à Naples, est un auteur-compositeur-interprète italien. Il a dix-sept albums à son actif.

## Biographie

### Les débuts et les années 1960
Fils de Carlo Bennato, employé à Italsider, et d'Adele Zito, femme au foyer, frère aîné de  Eugenio et  Giorgio, enfant de musique, d'une part poussé par sa mère, qui encourage les enfants à jouer et les envoie aux cours d'un professeur d'accordéon, de l'autre par le rock'n'roll, qui le fascine depuis son arrivée en Italie, grâce aussi aux soldats américains stationnés à Naples(en particulier le jeune Edoardo est impressionné par Paul Anka, Chuck Berry, Elvis Presley et Neil Sedaka, d'autres influences sur Bennato viennent de chanteurs napolitains tels que Renato Carosone, Aurelio Fierro et, surtout pour la façon de chanter, Peppino di Capri).
Avec ses frères il forme en 1958 le  Trio Bennato , dans lequel Edoardo chante et joue de la guitare, Eugenio joue de l'accordéon et Giorgio la percussion; les trois frères commencent à se produire dans diverses villes locales (le  Circolo Canottieri, le dopolavoro de l'usine Italsider, le  Théâtre méditerranéen et autres), en 1959 ils sont appelés en tant qu'invités dans l'émission télévisée  Notre petit monde , créée par Zietta Liù : est la première apparition à la télévision pour Bennato et ses frères.

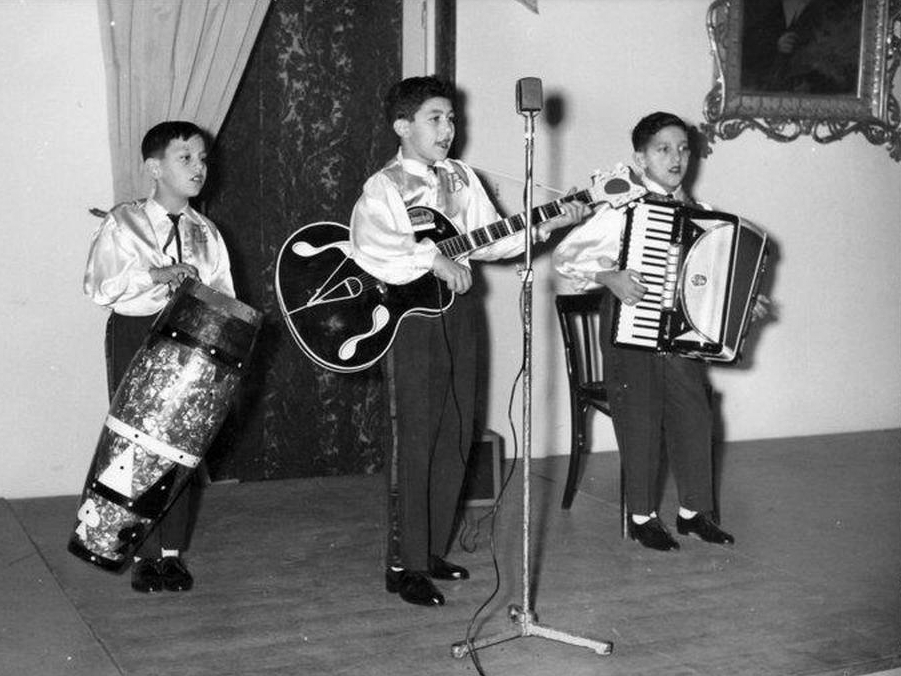
Le Trio Bennato

La même année en juillet, grâce au propriétaire  Aldo Grimaldi, les trois frères présentent une série de spectacles lors d'une croisière vers Amérique du Sud puis vers  Venezuela , apparaissant également dans l'émission télévisée "Lo show de las doces", diffusée par "Canal 7".
En 1965 Bennato est diplômé du lycée artistique de Naples, et après avoir participé au Festival de Castrocaro 1965 sans se qualifier pour la finale,, décide de s'installer à Milan pour fréquenter la  Faculté de Architecture de  Polytechnic, mais aussi pour entrer en contact avec le monde de la discographie: dans ce but, sur proposition de sa mère, il contacte Dischi Ricordi, dont il est le directeur artistique Vincenzo Micocci, qui s'intéresse à l'artiste. Vincenzo Micocci décide de retourner à Rome et de fonder  Parade (avec  Carlo Rossi et Ennio Morricone), pour dont Bennato est mis sous contrat par ce label, pour lequel il enregistre le premier single, C'était seulement un rêve / Les ombres.
Dans un premier temps, Micocci essaie de proposer "C'était juste un rêve" à Bobby Solo mais, à défaut d'opération, il décide de le faire enregistrer par Bennato lui-même. Au dos est insérée la chanson `` Le ombre , où Edoardo joue de l'harmonica, devenant ainsi le premier chanteur italien à jouer de cet instrument, les deux chansons sont écrites en ce qui concerne le texte avec Alessandro Portelli (en), professeur de littérature anglo-américaine à  Université Sapienza de Rome et musicologue. Le disque, sorti en 1966, n'a pas rencontré le succès espéré.
Bennato reprit ses études à Milan, et là il trouva un jeune auteur-compositeur-interprète qu'il avait déjà rencontré lors de ses séjours à Rome, Herbert Pagani, présenté par Mia Martini; Pagani s'intéresse à sa musique, lui écrit des paroles à la hauteur, et c'est ainsi que sont nés les tubes de  Cheers with Glasses  (1968),  Ahi le Hawaii  (1969) et  Fuoco bianco . (1970), chanté par Pagani. Entre-temps, il est diplômé en architecture.

Le succès commercial de ces disques fait que  Numero Uno, la nouvelle maison de disques fondée par Mogol et Lucio Battisti, le met sous contrat, grâce notamment au intuition de Alessandro Colombini, lui faisant enregistrer un single,  Marylou / La fine del mondo  ( Marylou  est écrit avec son frère  Eugenio, avec un texte de Mogol), avec un influences du rock'n'roll des années cinquante, en particulier de Elvis Presley; la chanson au dos, La fine del mondo, est écrite par Edoardo sur un texte d'Herbert Pagani.

## Discographie

### Albums studio
- 1973 - Non farti cadere le braccia (Ricordi, SMRL 6109)
- 1974 - I buoni e i cattivi (Ricordi, SMRL 6129)
- 1975 - Io che non sono l'imperatore (Ricordi, SMRL 6149)
- 1976 - La torre di Babele (Ricordi, SMRL 6190)
- 1977 - Burattino senza fili (Ricordi, SMRL 6209)
- 1980 - Uffà! Uffà! (Ricordi, SMRL 6169)
- 1980 - Sono solo canzonette (Ricordi, SMRL 6279)
- 1983 - È arrivato un bastimento (Ricordi EB5509)
- 1985 - Kaiwanna (Ricordi)
- 1987 - OK Italia (Virgin, EBLP 09)
- 1989 - Abbi dubbi (Virgin, EBLP 955)
- 1992 - Il paese dei balocchi (Virgin)
- 1994 - Se son rose fioriranno (Virgin) (re-sorti en 1995 avec 2 chansons supplémentaires)
- 1995 - Le ragazze fanno grandi sogni (Virgin)
- 1998 - Sbandato (Warner Music)
- 2003 - L'uomo occidentale (Warner Music)
- 2010 - Le vie del rock sono infinite (Universal)